# Епифания (рисунок Микеланджело)
«Епифания» (итал. Epifania) — единственный дошедший до нашего времени полномасштабный рисунок Микеланджело Буонарроти. Представляет собой единое бумажное полотно, склеенное из 26 листов бумаги общей высотой 232 см и шириной 165 см с изображением Святого Семейства; находится в Британском музее.
Рисунок был выполнен Микеланджело в возрасте 75-77 лет и многократно переделывался.  Подлинность рисунка не вызывает сомнения, поскольку он был инвентаризирован чиновниками Ватикана в доме Микеланджело почти сразу же после смерти мастера. Они отразили картон в своей описи, дав ему название «Епифания», которое на сегодня отвергается искусствоведами и специалистами самого Британского музея.
Рисунок Микеланджело постоянно экспонирован в зале номер 90 Британского музея. В табличке около него говорится, что Микеланджело тщательно работал над рисунком и вносил в него многочисленные изменения, а также что картон был «ошибочно назван “Епифания” (Поклонение Трех царей-волхвов новорожденному Христу). Предмет произведения остается мистическим…».
На переднем плане мы видим плотную фигуру девы Марии, в ногах её полулежит младенец Христос, слева от которого стоит ребёнок Иоанн Креститель, а чуть поодаль виден, вероятно, Иосиф Обручник, которого она левой рукой как бы отталкивает или не дает приблизиться к себе. Справа от Марии изображен некий пока неидентифицированный мужчина, с которым она находится в споре. На заднем плане просматриваются фигуры других людей. Правая грудь Марии обнажена, как будто она только что покормила своего сына. Последняя деталь напоминает фигуру «Манчестерской Мадонны», написанной Микеланджело в 1497 году.
Рисунок проникнут усложнённым и не всегда понятным символизмом. Загадочность композиции связана с сутью конфликта, явно существующего между её персонажами. У данной композиции отсутствуют сколько-нибудь близкие аналоги во всем искусстве Возрождения.
Асканио Кондиви — ученик и биограф Микеланджело пытался использовать композицию рисунка для своей, так и оставшейся незаконченной, картины.  В 19-м столетии шотландский коллекционер Малколм Поталлоч приобрел рисунок всего за 11 фунтов стерлингов, а после его смерти в 1893 году сын коллекционера подарил картон Британскому музею.